# Laropiprante
Laropiprant (DCI) ou laropiprante é um fármaco que era utilizado em associação com a niacina no tratamento de dislipidemia e hipercolesterolemia primária.  Não é mais comercializado devido aos efeitos colaterais cardiovasculares.
O ácido nicotínico é um fármaco que diminui a produção hepática de VLDL, metabólito do LDL-c. Inibe também o transporte de colesterol do HDL-c para o VLDL. O efeito colateral mais notável do ácido nicotínico era o rubor causado pela ação da prostaglandina D. Esta associação com o laropiprant (antagonista da prostaglandina) reduziu este efeito colateral, sem alterar as propriedades do ácido nicotínico.